# St. Johannes der Täufer (Ginseldorf)

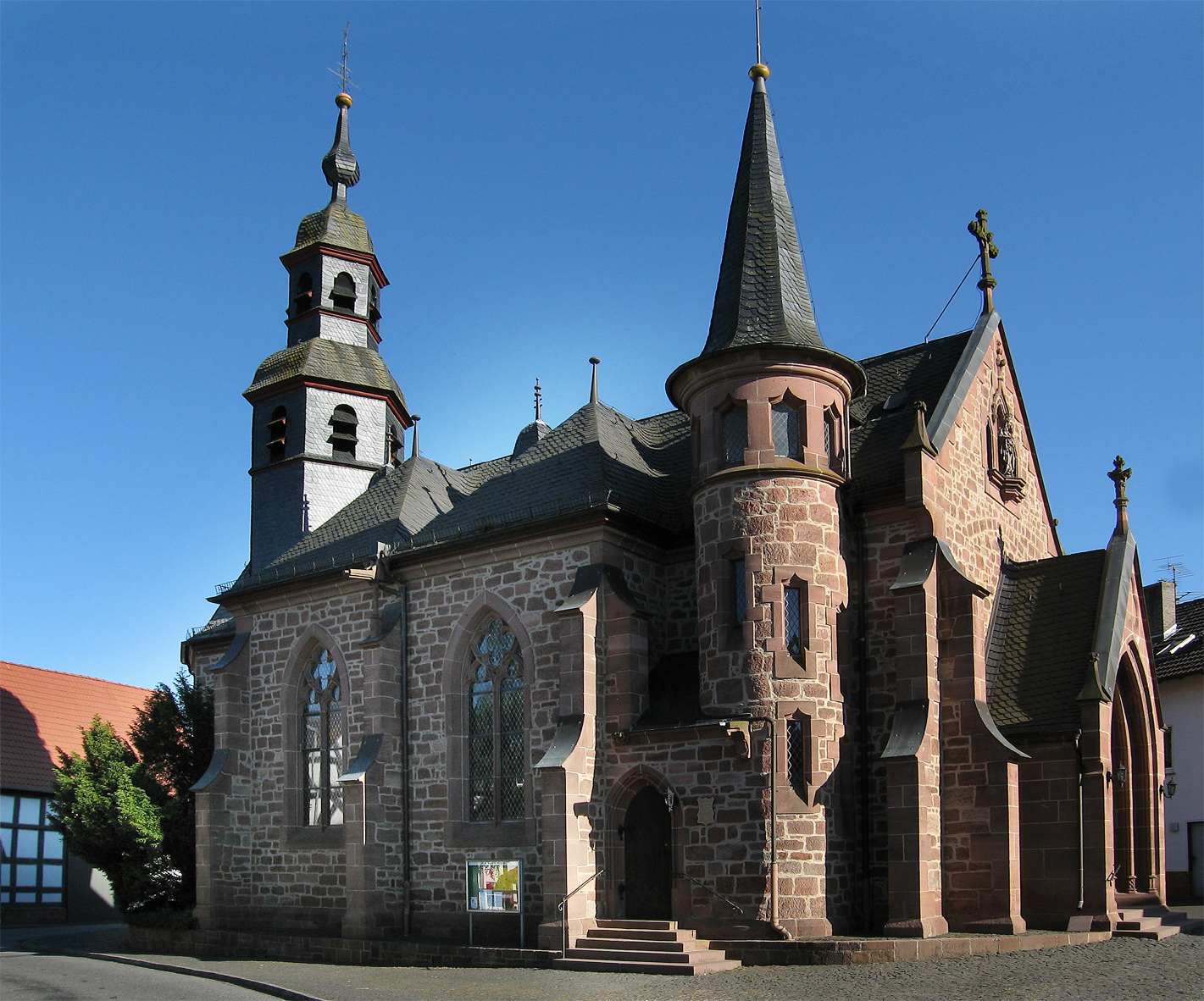
St. Johannes der Täufer

Die römisch-katholische, denkmalgeschützte Kirche St. Johannes der Täufer steht in Ginseldorf, einem Stadtteil der Universitätsstadt Marburg im Landkreis Marburg-Biedenkopf (Hessen). Die Kirchengemeinde gehört zum Bistum Fulda.

## Beschreibung
Die alte Kirche war zu klein für die wachsende Gemeinde und außerdem baufällig. Unter Beibehaltung des 1448 errichteten Chors, der im Innern mit einem Kreuzrippengewölbe überspannt ist, wurde 1898 nach Westen ein neugotisches Langhaus angebaut, das von zwei Querschiffen gekreuzt wird. Aus dem Dach des Chors erhebt sich ein mächtiger, mit einer Haube bedeckter sechseckiger Dachreiter. Bis auf den Chor werden die Wände von Strebepfeilern gestützt. Ein mit einem spitzen Helm bedeckter Treppenturm befindet sich an der Nordwestecke. An der Südseite des Chors wurde im 19. Jahrhundert die Sakristei angebaut. Im Chor befindet sich ein Relief über Johannes dem Täufer, das ursprünglich zu einer um 1430 gebauten Kanzel gehörte. Die Brüstung der nachträglich zugefügten Empore ist mit Maßwerk verziert. 
Die komplette neugotische Kirchenausstattung mit dem Hochaltar und den Seitenaltären, dem Kirchengestühl, den Kreuzwegstationen und verschiedenen Statuen ist bis heute vollständig erhalten. Die gebrauchte Orgel hatte der Orgelbauer Peter Dickel 1833 einer Kirchengemeinde aus Treisbach abgekauft.